# Cristóbal Núñez
Cristóbal Núñez fue un médico español de los siglos xvi y xvii.

## Biografía
Nació en Huete (Cuenca) y fue doctor primario de la Universidad de Alcalá de Henares, donde estudió medicina como discípulo de Pedro García Carrero. Escribió una obra titulada De coctione et putredine: opus eximae erudictionis, tum philosophis, tum medicis, in quo commentantur tria priora capita Arist. ex Meteo, libro quarto (Madrid, 1613), dedicada a Gabriel Trejo Paniagua y dividida en siete cuestiones. Residía en  México cuando Lope de Vega le dedicó la comedia El alcalde mayor, escrita entre 1604 y 1612.